# MS (album)
Pour les articles homonymes, voir MS.
Albums de Michel Sardou
Bercy 2001 Du plaisir
MS est une compilation de Michel Sardou parue en 2003 sous le label AZ. 
Ce best-of retrace sa carrière depuis Les Ricains en 1967 jusqu'au dernier opus, Français, paru en 2000.

## Fiche technique

### Liste des titres

#### Disque 1
| No  | Titre                                    | Paroles                        | Musique                        | Durée |
| --- | ---------------------------------------- | ------------------------------ | ------------------------------ | ----- |
| 1.  | Les Ricains (extrait du live Olympia 75) | Michel Sardou                  | Guy Magenta                    | 2:17  |
| 2.  | Petit                                    | Michel Sardou                  | Jacques Revaux                 | 2:55  |
| 3.  | Les Bals populaires                      | Michel Sardou - Vline Buggy    | Jacques Revaux                 | 3:07  |
| 4.  | Et mourir de plaisir                     | Michel Sardou - Vline Buggy    | Jacques Revaux                 | 2:58  |
| 5.  | J'habite en France                       | Michel Sardou - Vline Buggy    | Jacques Revaux                 | 2:52  |
| 6.  | Je t'aime, je t'aime                     | Michel Sardou                  | Jacques Revaux                 | 3:42  |
| 7.  | Le Rire du sergent                       | Michel Sardou - Yves Dessca    | Jacques Revaux                 | 3:10  |
| 8.  | Le Surveillant général                   | Michel Sardou                  | Jacques Revaux                 | 2:46  |
| 9.  | Un enfant                                | Michel Sardou                  | Jacques Revaux                 | 3:31  |
| 10. | La Maladie d'amour                       | Michel Sardou - Yves Dessca    | Jacques Revaux                 | 3:33  |
| 11. | Zombi Dupont                             | Michel Sardou - Pierre Delanoë | Jacques Revaux                 | 2:44  |
| 12. | Le Curé                                  | Michel Sardou - Pierre Delanoë | Jacques Revaux                 | 3:31  |
| 13. | Les Vieux Mariés                         | Michel Sardou - Pierre Delanoë | Jacques Revaux                 | 3:40  |
| 14. | Une fille aux yeux clairs                | Michel Sardou - Claude Lemesle | Jacques Revaux                 | 2:45  |
| 15. | Le France                                | Michel Sardou - Pierre Delanoë | Jacques Revaux                 | 3:57  |
| 16. | La Vieille                               | Michel Sardou - Gilles Thibaut | Jacques Revaux                 | 3:24  |
| 17. | J'accuse                                 | Michel Sardou - Pierre Delanoë | Jacques Revaux                 | 4:02  |
| 18. | Je vais t'aimer                          | Gilles Thibaut                 | Jacques Revaux - Michel Sardou | 5:30  |
| 19. | La Java de Broadway                      | Michel Sardou - Pierre Delanoë | Jacques Revaux                 | 4:10  |
| 20. | Dix ans plus tôt                         | Michel Sardou - Pierre Billon  | Jacques Revaux                 | 4:59  |
| 21. | En chantant                              | Michel Sardou - Pierre Delanoë | Toto Cutugno                   | 3:57  |
| 22. | Je vole                                  | Michel Sardou - Pierre Delanoë | Michel Sardou                  | 5:03  |

#### Disque 2
| No  | Titre                            | Paroles                            | Musique                                | Durée |
| --- | -------------------------------- | ---------------------------------- | -------------------------------------- | ----- |
| 1.  | Je ne suis pas mort, je dors     | Michel Sardou                      | Jacques Revaux - Pierre Billon         | 3:54  |
| 2.  | Verdun                           | Michel Sardou                      | Michel Sardou                          | 4:12  |
| 3.  | L'Autre femme                    | Michel Sardou - Pierre Delanoë     | Jacques Revaux - Michel Sardou         | 2:53  |
| 4.  | Les Lacs du Connemara            | Michel Sardou - Pierre Delanoë     | Jacques Revaux                         | 6:01  |
| 5.  | Il était là (Le Fauteuil)        | Michel Sardou - Pierre Delanoë     | Jacques Revaux                         | 4:14  |
| 6.  | Afrique adieu                    | Michel Sardou                      | Jacques Revaux - Michel Sardou         | 6:40  |
| 7.  | Vladimir Ilitch                  | Michel Sardou - Pierre Delanoë     | Jacques Revaux - Jean-Pierre Bourtayre | 4:39  |
| 8.  | Les Deux Écoles                  | Michel Sardou - Pierre Delanoë     | Jacques Revaux                         | 3:49  |
| 9.  | Chanteur de jazz                 | Michel Sardou - Jean-Loup Dabadie  | Jacques Revaux - Jean-Pierre Bourtayre | 4:43  |
| 10. | 1965                             | Michel Sardou                      | Jacques Revaux - Jean-Pierre Bourtayre | 4:22  |
| 11. | Musulmanes                       | Michel Sardou                      | Jacques Revaux - Jean-Pierre Bourtayre | 6:19  |
| 12. | L'Acteur                         | Michel Sardou - Jean-Loup Dabadie  | Jacques Revaux                         | 4:22  |
| 13. | Le Privilège                     | Michel Sardou - Didier Barbelivien | Jacques Revaux - Didier Barbelivien    | 4:10  |
| 14. | Putain de temps                  | Michel Sardou - Didier Barbelivien | Jean-Pierre Bourtayre                  | 3:52  |
| 15. | Selon que vous serez, etc., etc. | Michel Sardou                      | Jean-Pierre Bourtayre                  | 4:18  |
| 16. | Cette chanson-là                 | Michel Sardou                      | Michel Fugain                          | 4:05  |
| 17. | Salut                            | Michel Sardou - Jean-Loup Dabadie  | Jacques Revaux - Jean-Pierre Bourtayre | 6:17  |